# Wisent (beeld)
De Wisent is een beeld van de Nederlandse kunstenaar Wladimir de Vries (1917-2001). Het staat in het Noorderplantsoen, een park in de Nederlandse stad Groningen.

## Beschrijving
De Wisent, een artistieke uitbeelding van de gelijknamige diersoort, weegt ruim tien ton, is drie meter lang en meer dan twee meter hoog. Het beeld is gemaakt uit één stuk grijze muschelkalksteen, een zeer harde soort natuursteen, waaruit De Vries gedurende anderhalf jaar met behulp van mokers en beitels acht ton steen met de hand weghakte. In 1975 was het beeld klaar.
De Wisent werd door De Vries gemaakt in het kader van de Beeldende Kunstenaars Regeling (BKR). Het oorspronkelijke kleiontwerp was opener en meer natuurgetrouw. De Vries hakte het beeld echter tot een bijna geheel gesloten vorm, waarbij de kop, de baard en de staart van het dier een geheel vormen met de rest van het lichaam. De gemeente kocht het beeld aan voor 42.500 gulden (bijna 19.300 euro). Oorspronkelijk was het de bedoeling, dat de Wisent bij de Groninger Veemarkthallen zou worden geplaatst. Er bleek echter een haarscheurtje in het beeld te zitten, de gemeente zag daarom van plaatsing af uit vrees dat vorst het beeldhouwwerk zou beschadigen. In 1980 werd de Wisent uitgeleend aan de gemeente Winschoten, waar de sculptuur buiten, bij de entree De Klinker, te zien was bij de tentoonstelling Groningen Monumentaal. Daar bleek dat de Wisent toch goed bestand was tegen weersinvloeden. Toen het beeld op 24 maart 1982 in de stad Groningen terugkeerde, werd het geplaatst aan de Boteringesingel in het Noorderplantsoen.

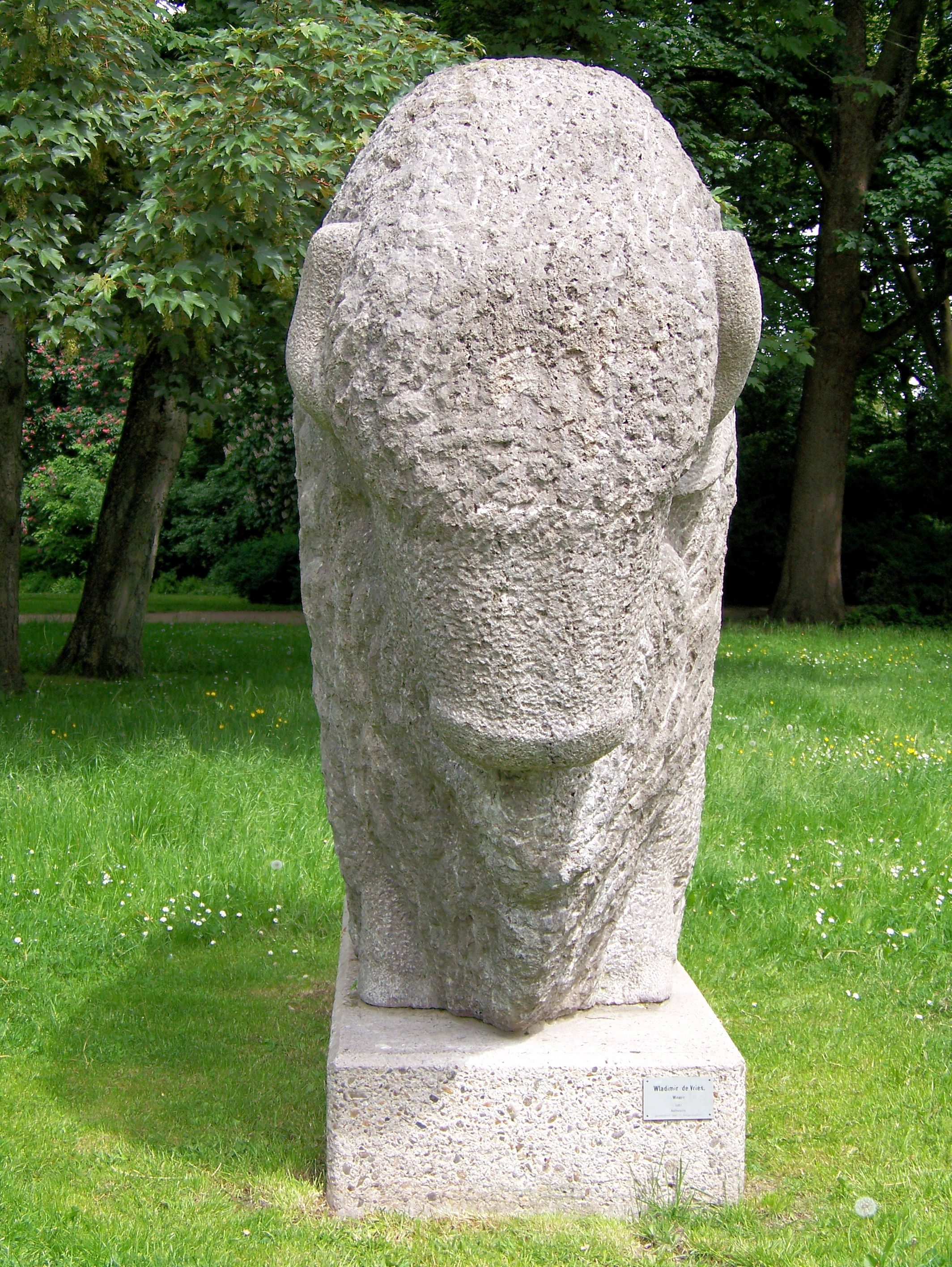
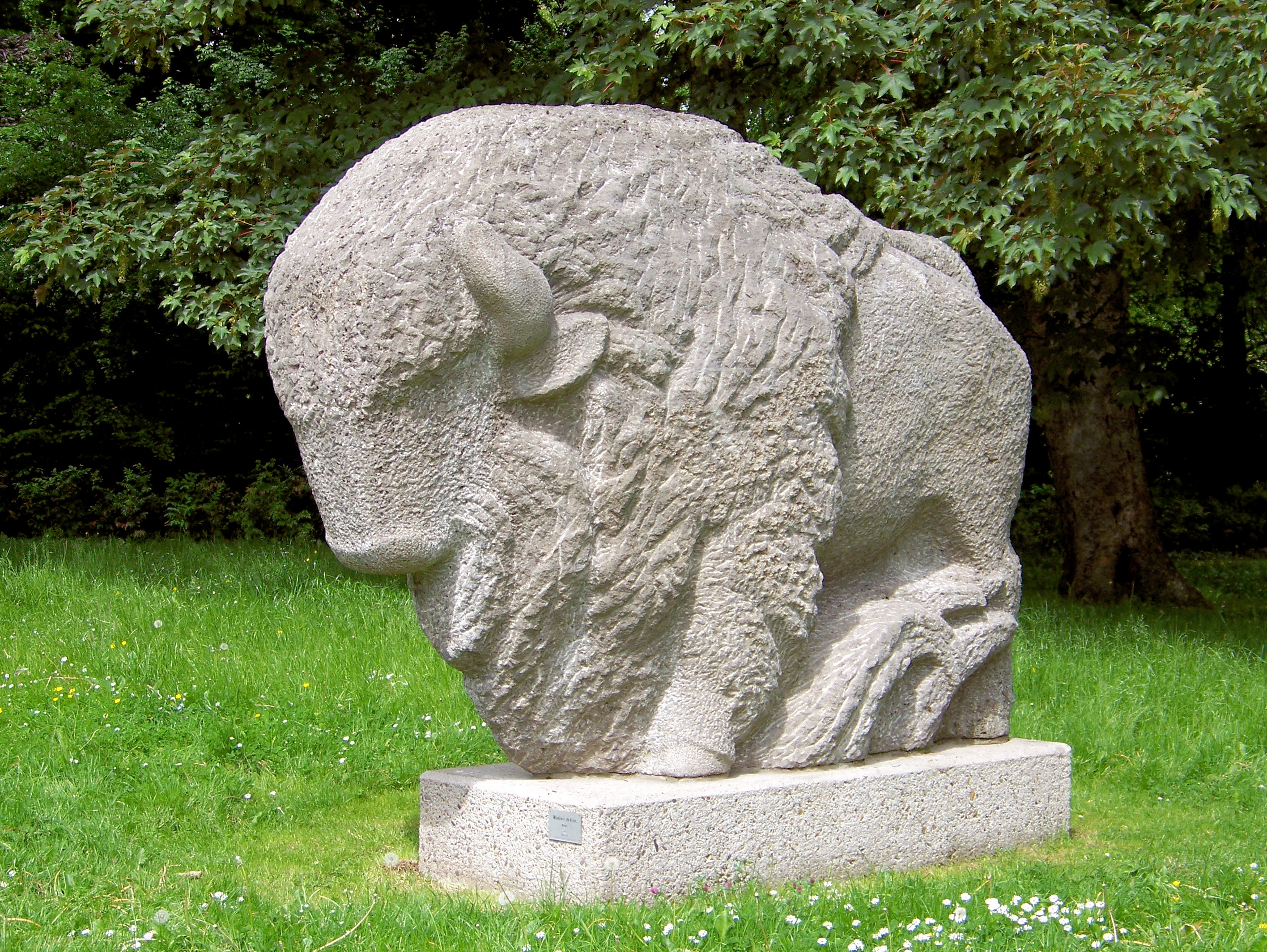